# Rose Mandelová
Rose Mandelová (nepřechýleně Rose Mandel; 2. srpna 1910 Czaniec – 12. března 2002) byla americká fotografka polského původu, která v roce 1967 získala Guggenheimovo stipendium.

## Raný život
Rose Mandelová se narodila v židovské rodině v polském Czanieci. Vystudovala dětskou psychologii u Jeana Piageta v Ženevě na Rousseauově institutu. Ve 30. letech 20. století žila v Paříži. V roce 1942, během druhé světové války, ona a její manžel Arthur opustili Evropu a odcestovali do Ameriky. Na Staten Island v New Yorku dorazili na parníku se stovkami imigrantů, včetně slavného francouzského umělce Marcela Duchampa. Její země byla zničena válkou, členové rodiny a přátelé zabiti v holocaustu, San Francisco se stalo jejím novým domovem. Poznala tvorbu Edwarda Westona, což ji inspirovalo ke studiu fotografie jako umělecké formy.  Vystudovala fotografii na California School of Fine Arts pod vedením kantorů Ansela Adamse a Minora Whitea.  Jedním z jejích spolužáků, který se stal blízkým přítelem, byl malíř Richard Diebenkorn.

## Kariéra
Mandelová se zajímala o zkoumání mnoha cest fotografického procesu. Od konce 40. do začátku 70. let vytvářela originální portréty, detailní záběry přírody, abstrakce vody a pouliční fotografie. Rose Mandelová se potulovala po ulicích San Francisca se svou „nemotornou kamerou a stativem o rozměrech 4 x 5 palců, zachycující průčelí obchodů, vchody, reklamy a graffiti, věci, které lidé denně míjejí, ale málokdy si jich uprostřed městského nepořádku všimnou“. Tyto černobílé fotografie, které zachytila, zobrazují „útočiště nabitá lidskými nadějemi a touhami... dotýkající se všech nehmotných útočišť lidského ducha uložených v polozapomenutých vzpomínkách“. Mnoho z těchto sekvenovaných snímků je vystaveno v Institutu umění v Chicagu. Rose Mandelová zdůraznila spíše sekvenční zobrazování než jednotlivé snímky, „přístup s výrazným vlivem v současné fotografii“. „Pro Mandelovou byla fotografie určena nejen k popisu světa, ale také k naznačení jeho nekonečných forem a evokování jeho mnoha nálad,“ říká Julian Cox, kurátor fotografie v muzeu Fine Arts Museums of San Francisco. Mandelová velmi dobře rozuměla psychologii ze svých dřívějších studií a to v kombinaci s jejími znalostmi abstraktního expresionismu jí umožnilo zachytit fotografie, které diváka oslovují. To spolu s pečlivě vybranými náměty, které si vybrala k fotografiím, vedlo k tomu, že byla popsána jako „malířka s fotoaparátem“ Mandelová byl vedoucí fotografkou na katedře umění na Kalifornské univerzitě. Umění, které vzniklo mimo její zaměstnání, bylo pouze její a nebylo řízeno potřebou propagovat nebo prodávat. Mandelová se neúčastnila trhu s uměním, pouze tiskla ve skromných počtech a nezajímala se o galerijní reprezentaci ani agresivní marketing. Zúčastnila se však několika samostatných i skupinových výstav. Její výstava z roku 1948 „On Walls and Behind Glass“ v Sanfranciském muzeu moderního umění se zaměřila na pouliční fotografii. Obsahovala dvacet kontaktních tisků autorky, včetně odrazů a graffiti v San Franciscu.
V roce 1954 měla samostatnou výstavu v Kalifornském paláci Čestné legie s názvem „The Errand of the Eye“ spojenou s básní Emily Dickinsonové. Fotografie na této výstavě byly většinou detailní záběry přírody. Tato sekvence 49 fotografií z let 1951 až 1954 se skládala z kontaktních tisků jemných květin, plevele, větví, větviček a trnů, na nichž byla určitá oblast snímku ostrá, zatímco zbytek byl selektivně rozmazaný. Po výstavě The Errand of the Eye v roce 1954 se autorka primárně zaměřila na krajiny v okolí pobřeží Berkeley Marina a San Francisco Bay. V roce 1956 doprovázely fotografie Rose Mandelové profil Richarda Diebenkorna na ARTnews. "Nikdy jsem se nepokoušela napodobovat malbu," vysvětlila Mandelová později v životě. "Chtěla jsem být velmi fotografická, 100% fotografická."  Její práce byla oceněna Guggenheimovým stipendiem v roce 1967.  Od poloviny 60. let do roku 1972 se Mandelová vzdálila od formátu intimního kontaktu a tisku, který popisovala jako časové kapsle svých nejniternějších pocitů. Poslední fotografie Mandelové vznikly v letech 1970 až 1972.

## Osobní život
Rose Mandelová zemřela v Berkeley v Kalifornii v roce 2002 ve věku 91 let. V roce 2013 uspořádalo De Youngovo muzeum v San Franciscu v Kalifornii retrospektivu s názvem „The Errand of the Eye: Photographs by Rose Mandel“, která obsahovala 80 jejích děl.